# Єсьона (Любуське воєводство)
Єсьона (пол. Jesiona, нім. Grünwald) — село в Польщі, у гміні Кольсько Новосольського повіту Любуського воєводства.
Населення — 302 особи (2011).
У 1975-1998 роках село належало до Зеленогурського воєводства.

## Демографія
Демографічна структура станом на 31 березня 2011 року:
|          | Загалом | Допрацездатний вік | Працездатний вік | Постпрацездатний вік |
| -------- | ------- | ------------------ | ---------------- | -------------------- |
| Чоловіки | 147     | 30                 | 106              | 11                   |
| Жінки    | 155     | 34                 | 91               | 30                   |
| Разом    | 302     | 64                 | 197              | 41                   |